# Вазописец Гонолулу
Вазописец Гонолулу — условное обозначение одного из древнегреческих вазописцев. Проживал и создавал свои работы в Коринфе на протяжении VI в. до н. э.

## Происхождение имени
Как у подавляющего большинства древнегреческих вазописцев, его реальное имя не сохранилось, поскольку ни одна из работ не была подписана.
Название "вазописец Гонолулу" было дано этому художнику в специальной литературе после обнаружения одной из наиболее ценных его работ в Художественном музее Гонолулу.

## История изучения вазописца Гонолулу
Основываясь на стилистическом оформлении ваз, Даррелл А., профессор археологии университета в Беркли, выявил ряд древнегреческих ваз, разбросанных по всему миру, которые были расписаны рукой одного мастера.
Именно этот ученый дал имя данному вазописцу.